# Weserstraße (Bremen)
Die Weserstraße ist eine Erschließungsstraße im Bremer Stadtteil Vegesack im gleichnamigen Ortsteil. Sie verläuft parallel zur tiefer gelegenen Weserpromenade an der Weser. Sie gehört zu den schönsten Straßen in Norddeutschland und führt in Ost-West-Richtung von der Schulkenstraße (benannt nach der Familie Schulken) bis zur Rohrstraße in Richtung Vegesacker Hafen.
Die Querstraßen wurden u. a. benannt als Breite Straße, wo Alt- und Neu-Vegesack aneinander grenzten, Kimmstraße nach dem Baumeister Johann Friedrich Kimm, der die Straße 1840 anlegte, Halenbeckstraße (zuvor Schmalestraße) nach dem Heimatforscher und Schriftsteller Lüder Halenbeck (1841–1895), Bermpohlstraße (zuvor Sandstraße) nach dem Navigationslehrer Adolph Bermpohl (1833–1887) und Rohrstraße (zuvor Buchtstraße) nach dem Stadtdirektor und Druckereibesitzer Friedrich Rohr (1850–1913). Drei Treppenabgänge verbinden die Weserstraße mit dem Stadtgarten Vegesack und der Maritimen Meile.

## Geschichte
Von 1618 bis 1623 wurde der Vegesacker Hafen angelegt, der zu Bremen gehörte. Um den Hafen entwickelte sich vor allem nach Westen das Dorf Vegesack, das 1741, jedoch ohne den Hafen, an das Kurfürstentum Hannover kam, 1803 wieder bremisch und 1852 zur Stadt wurde. Nach 1773 wurde von der Kur-Hannover ein Plan zu Besiedlung der Heideflächen zwischen Fähr und dem Hafen Vegesack entwickelt und langsam, ab 1775, als Neu-Vegesack realisiert, dabei wurde auch die Weserstraße als Verlängerung der heutigen Rohrstraße angelegt.
Die Weserstraße entwickelte sich im 19. Jahrhundert neben der Gerhard-Rohlfs-Straße und der Reeder-Bischoff-Straße zu einer wichtigen Straße von Vegesack. Die Straße hatte eine vorwiegend ein- bis zwei-/dreigeschossige Wohnbebauung. Markante Unternehmer- und die Kapitänshäuser Vegesack prägen das Bild. Die Straße erhielt ihren Namen nach der Weser.

## Gebäude und Denkmale

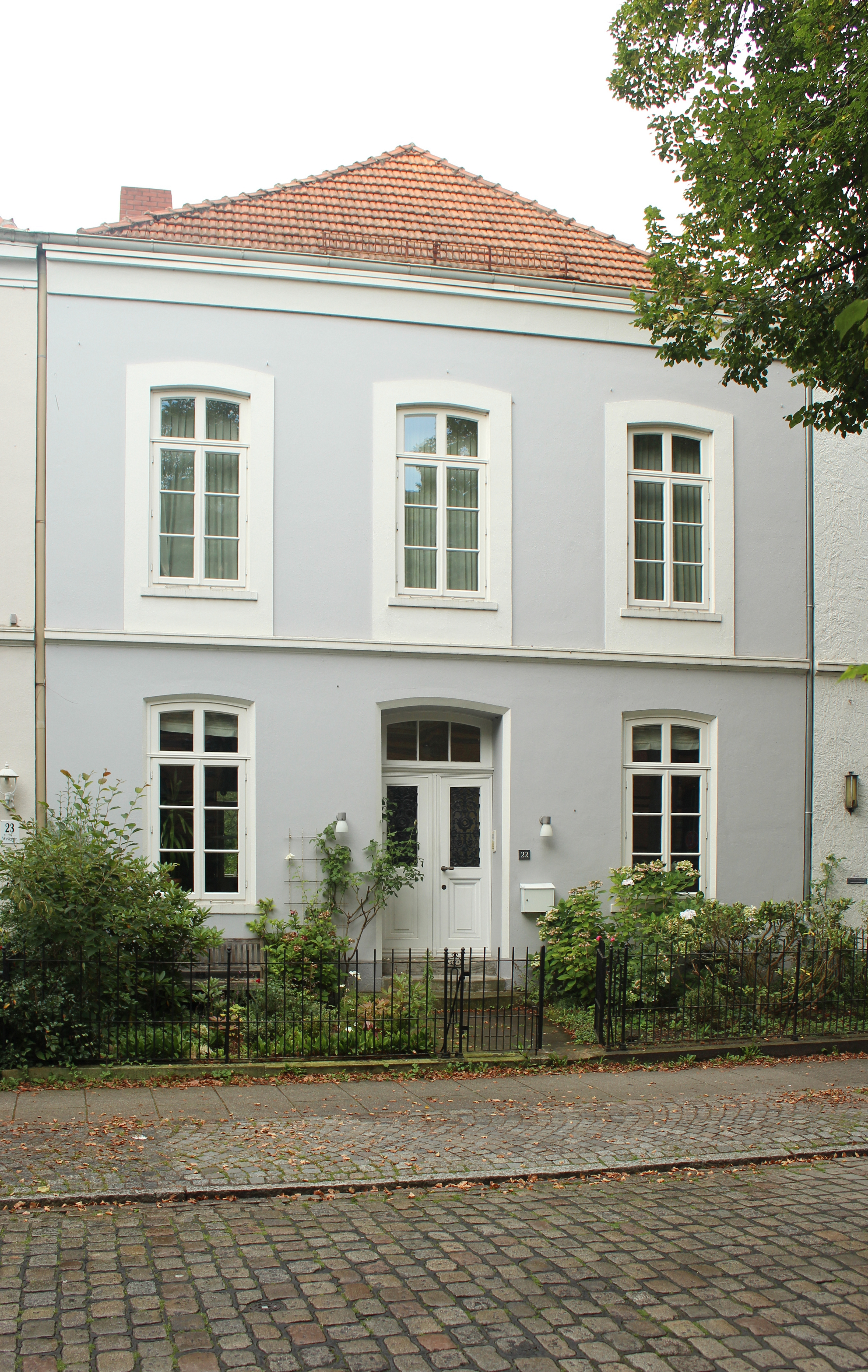
Nr. 22

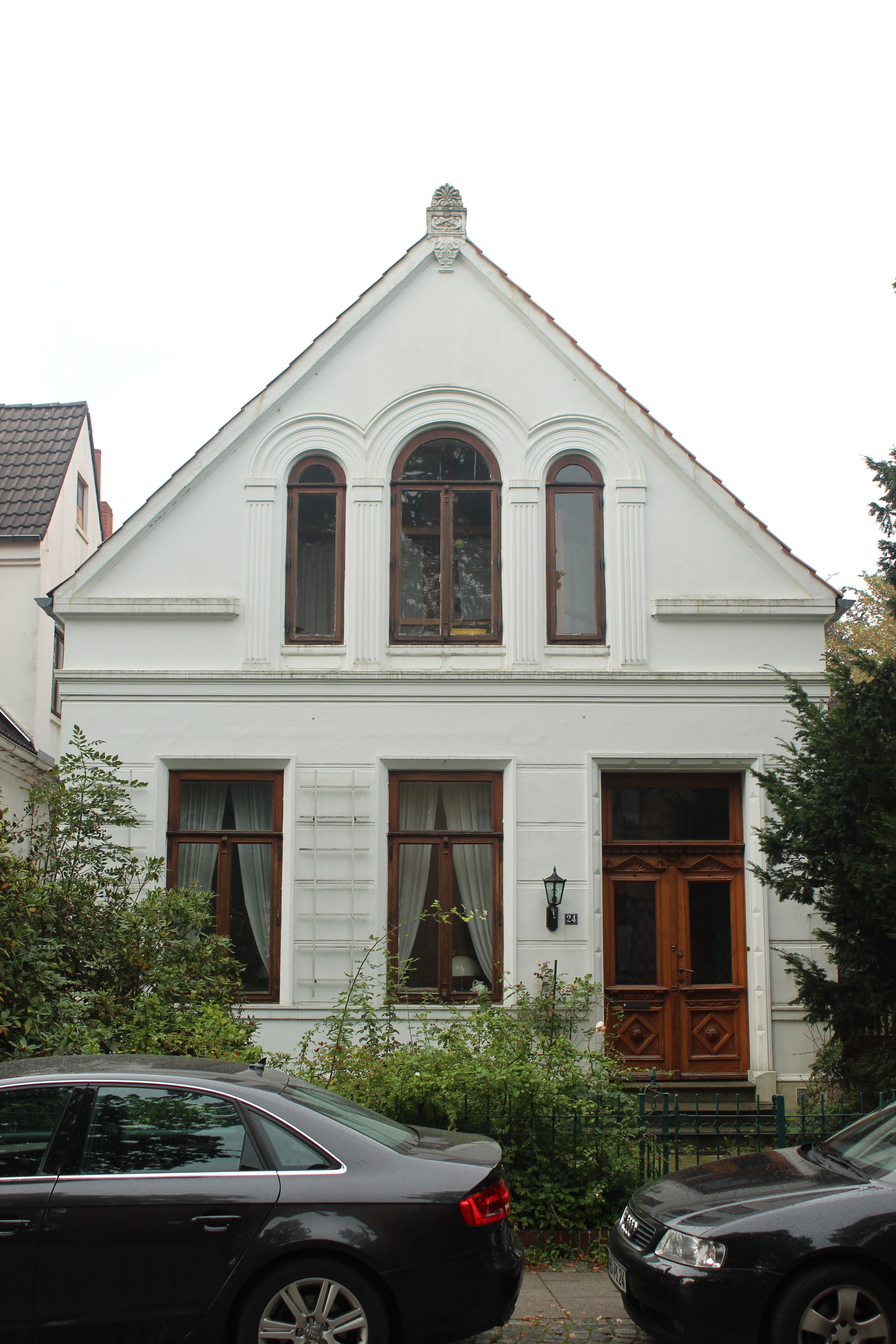
Nr. 24

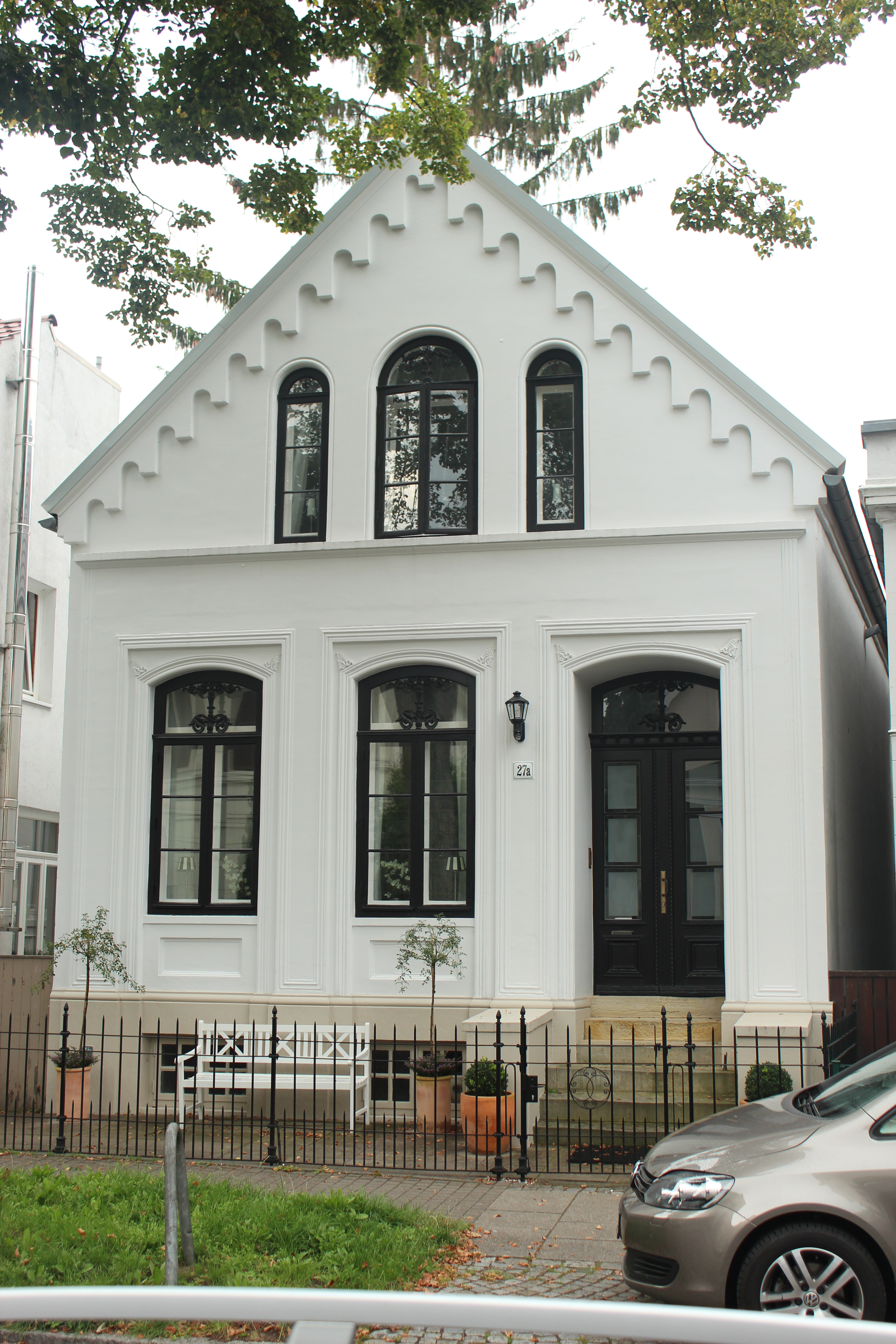
Nr. 27a

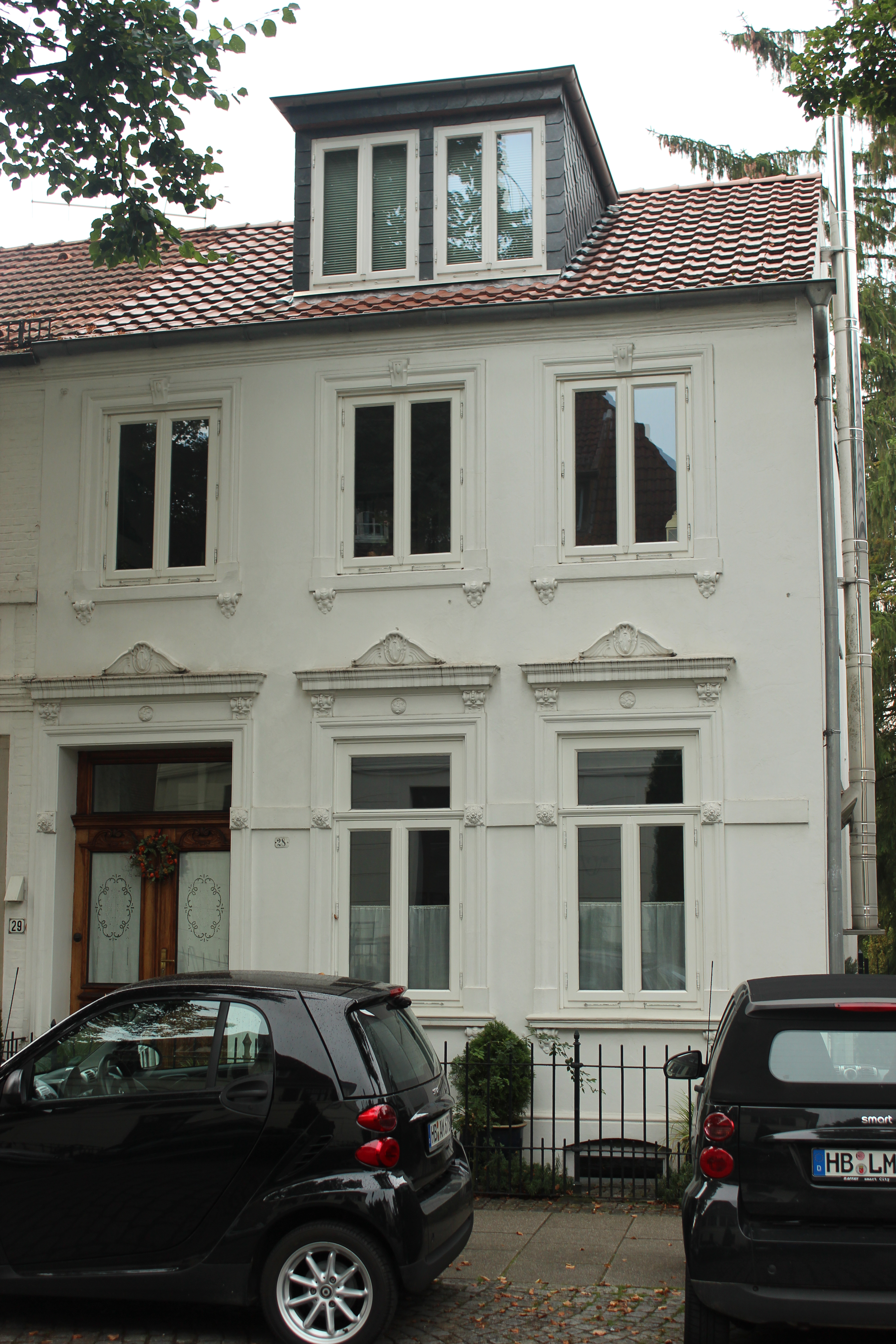
Nr. 28

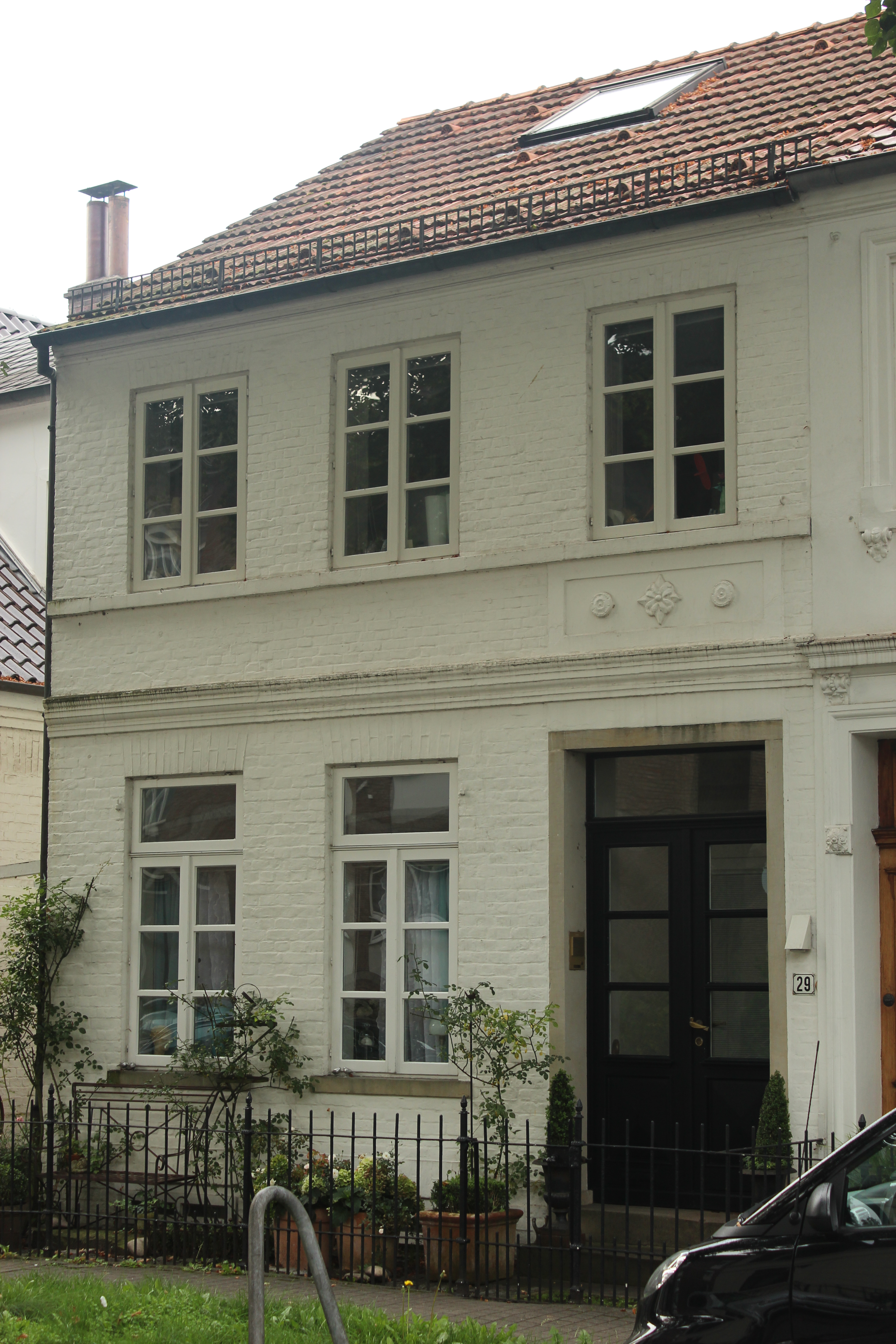
Nr. 29

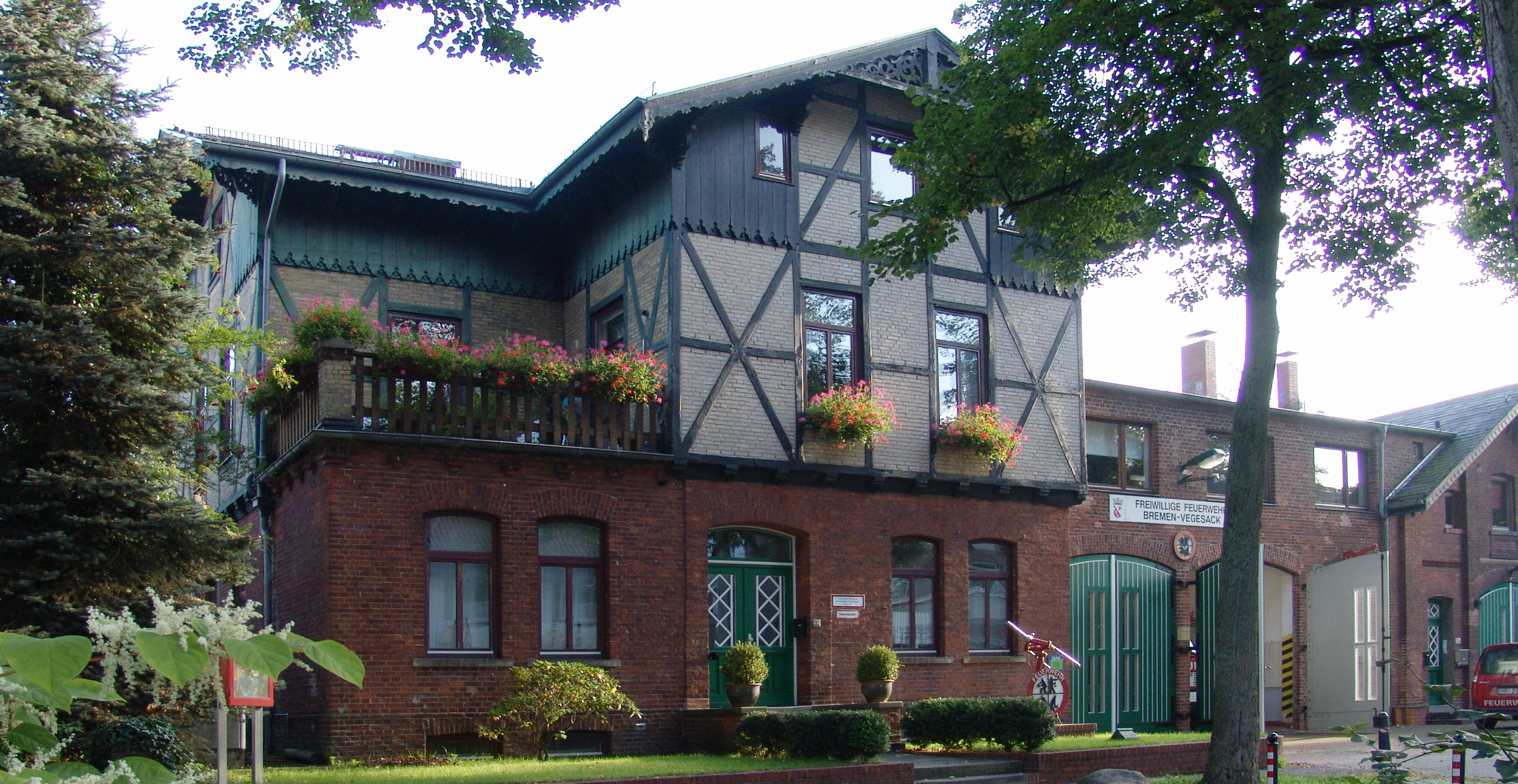
Nr. 33a Remise

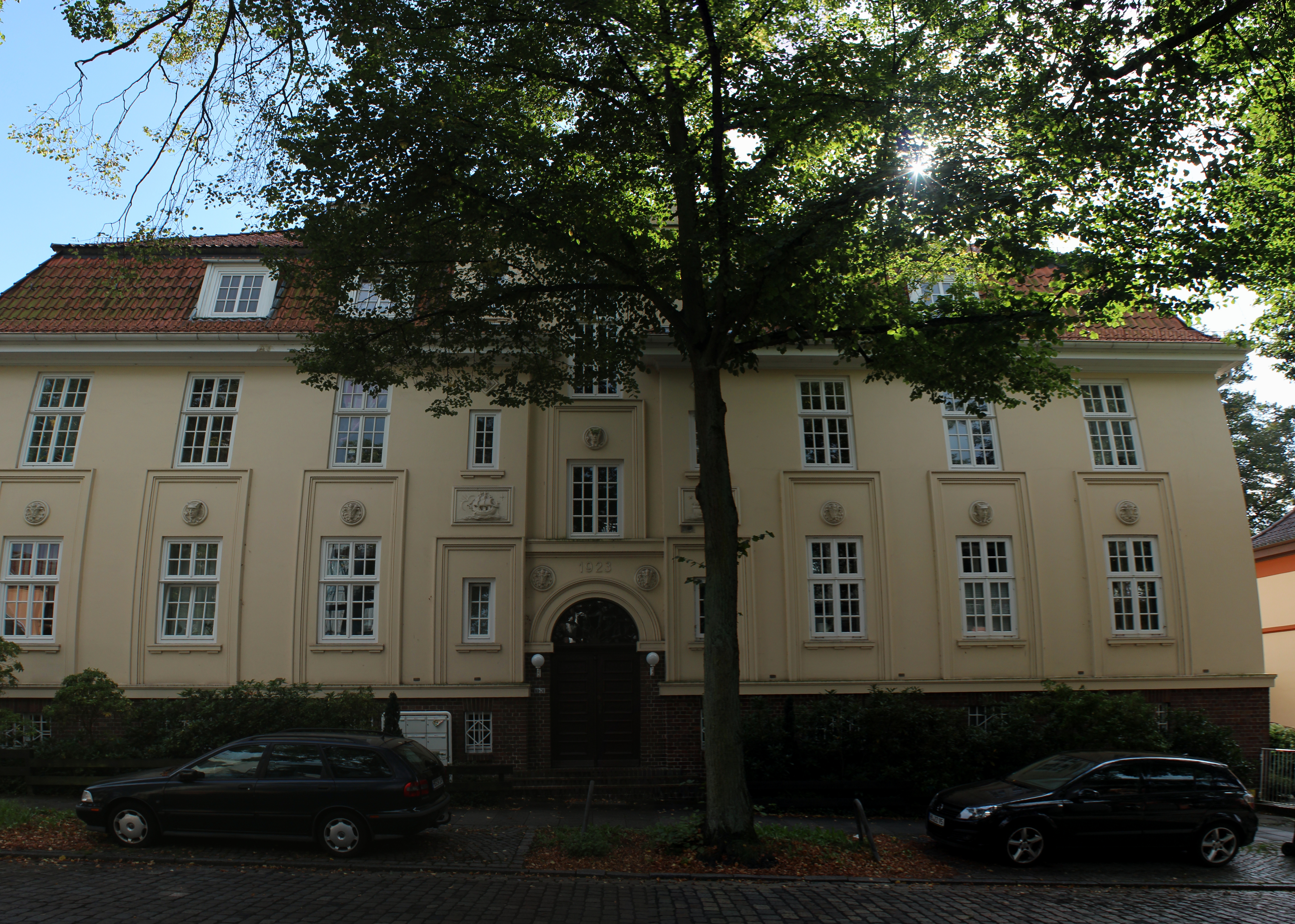
Nr. 69/70 Werkswohnhaus

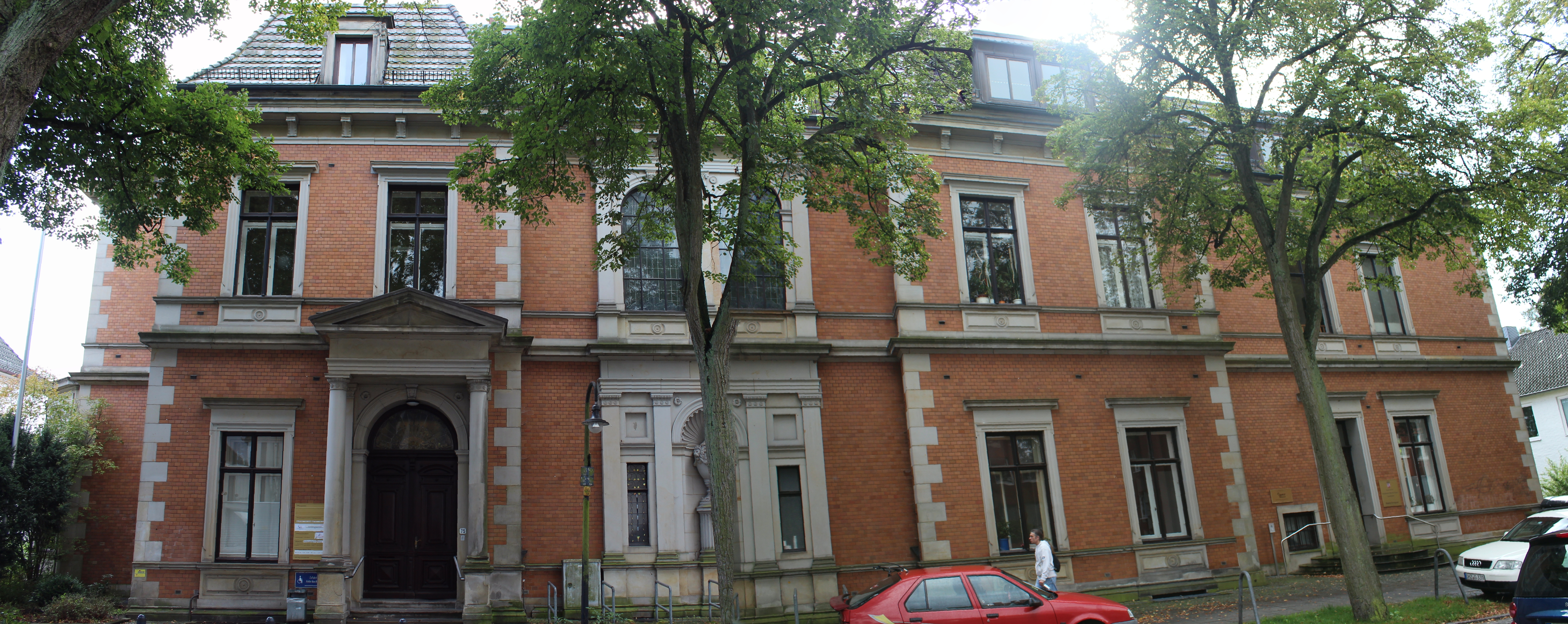
Nr. 74/75 Villa Fritze

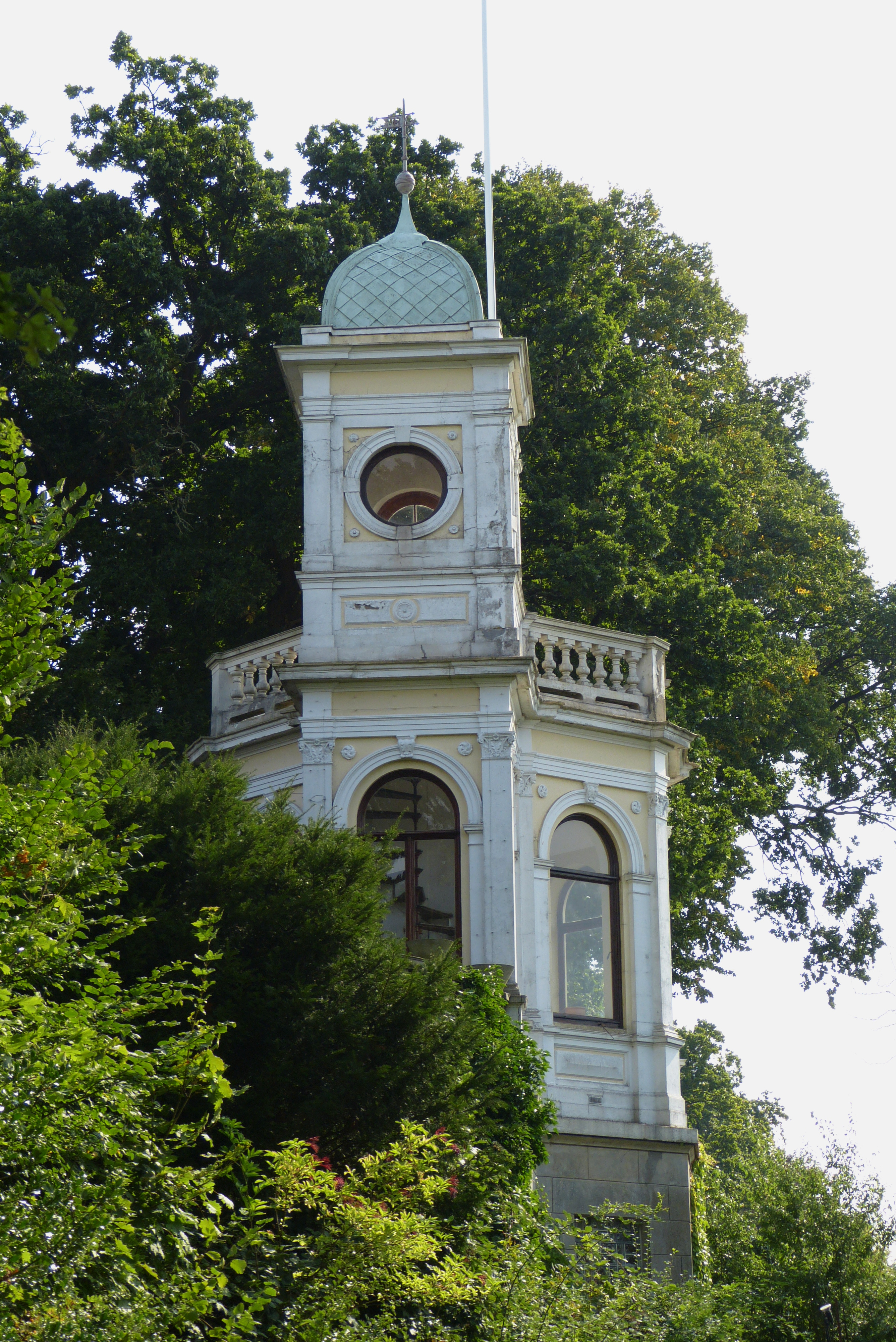
Nr. 75c Teehaus

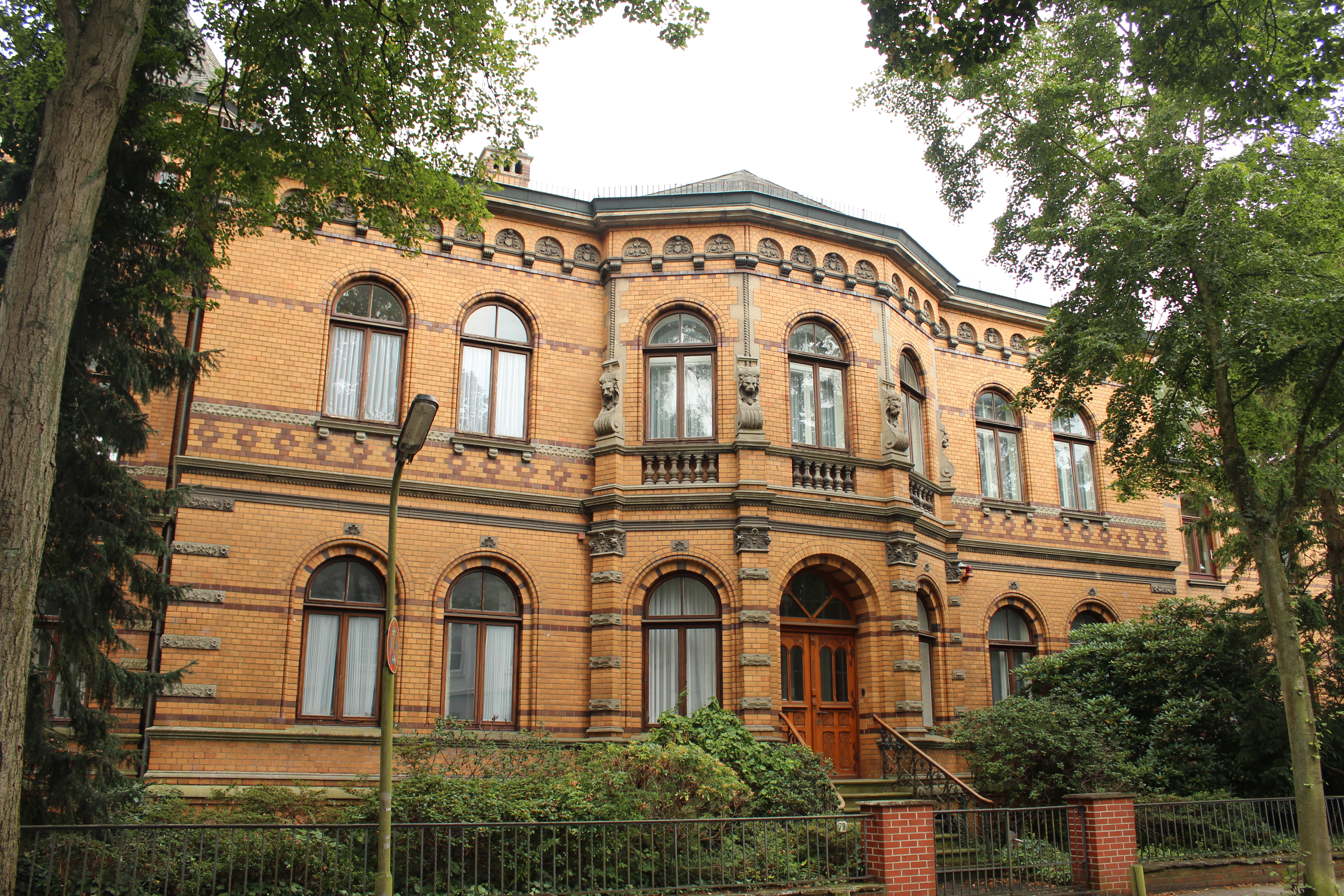
Nr. 79 Villa Schröder

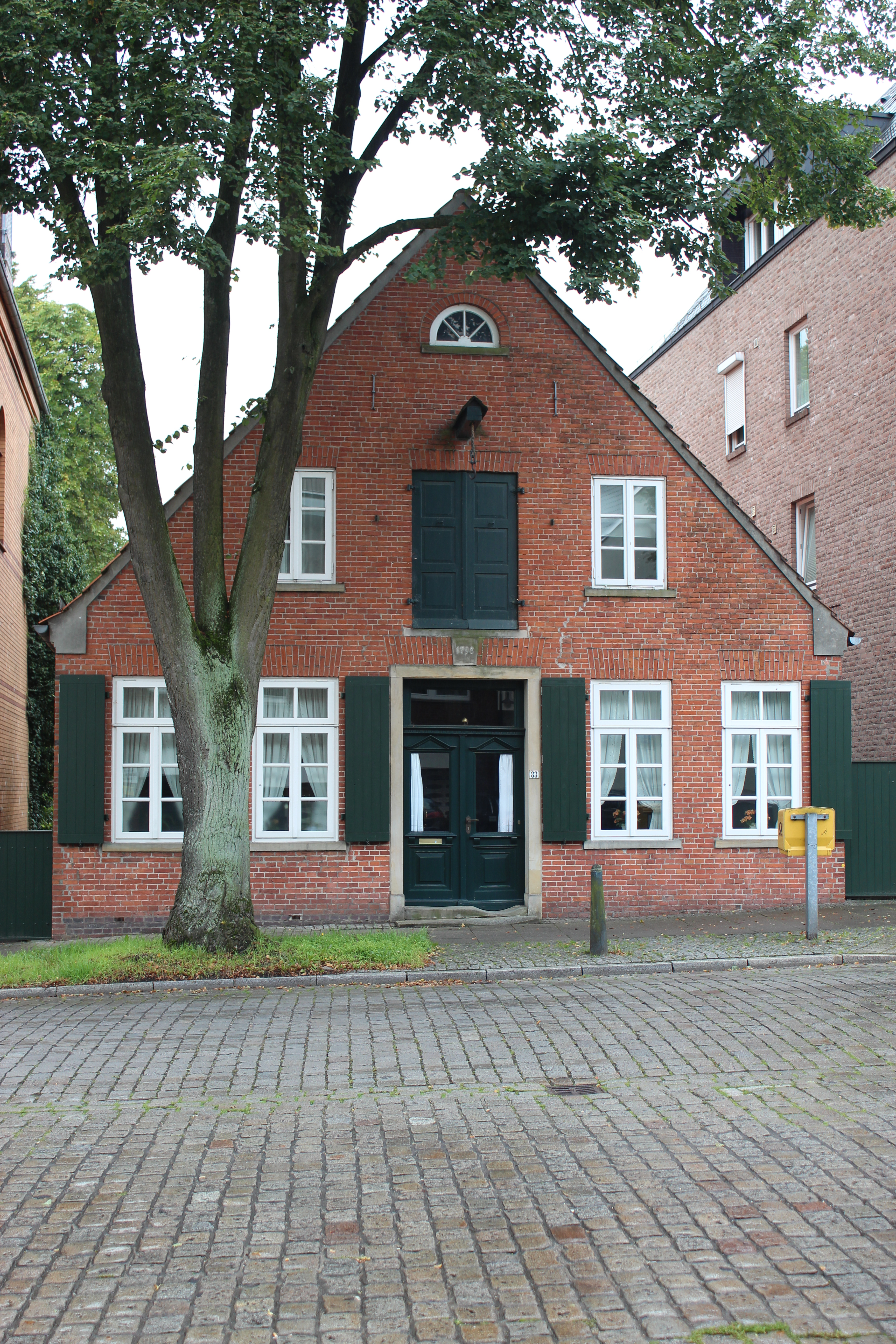
Nr. 83: Bäckerei Harbers

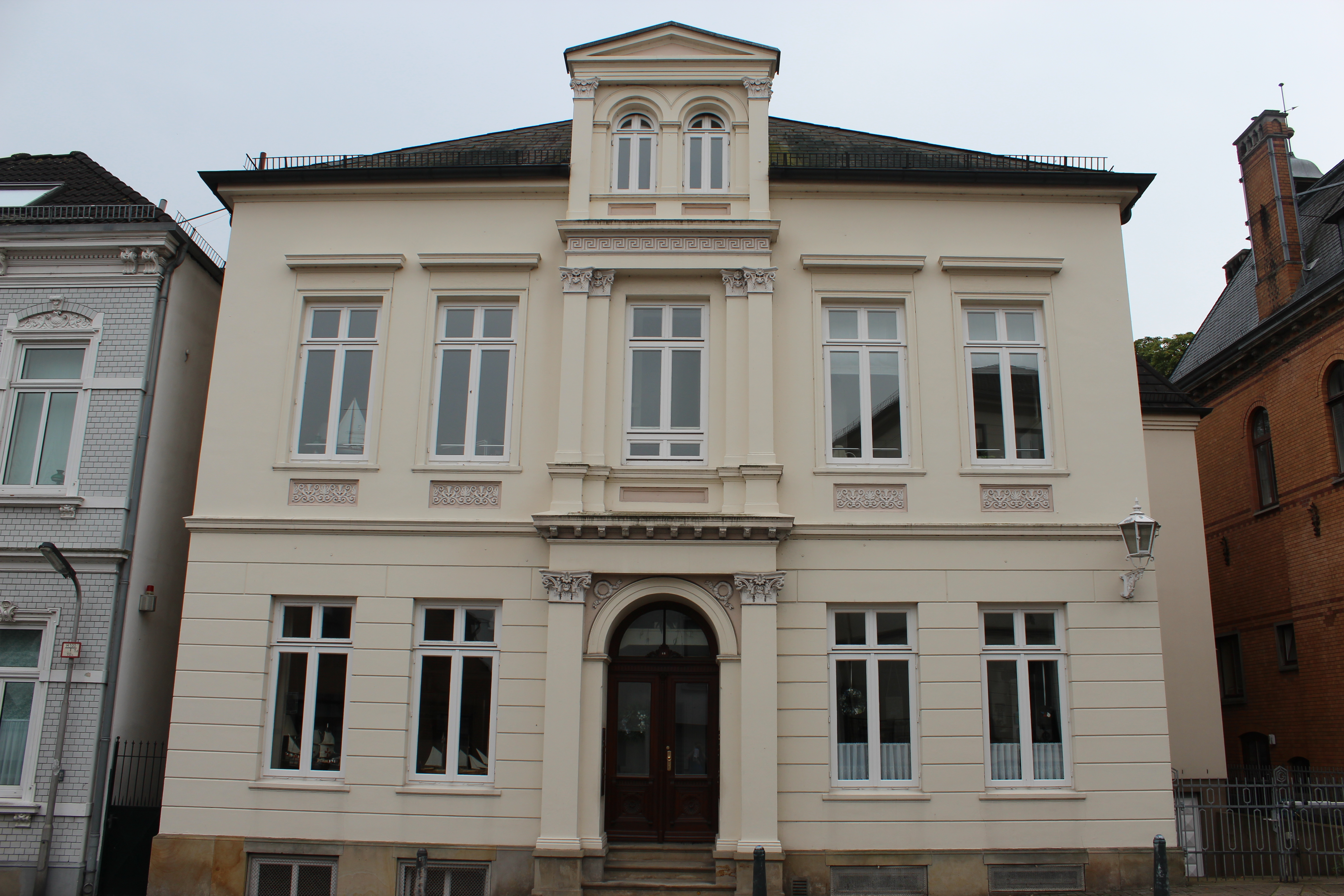
Nr. 85 Villa Steinbrügge

An der Weserstraße befinden sich ein- bis zwei/dreigeschossige Gebäude, zumeist Wohn- und auch Geschäftshäuser. Die klassizistischen Kapitänshäuser stehen den gewaltigen Villen der Gründerzeit gegenüber. Hier wohnten Kapitäne, Werftdirektoren, Handwerker, Kaufleute und Pädagogen. An der Südseite fallen die Gärten der Villen teilweise steil zur Weser hin ab. Hier liegt der Stadtgarten von Vegesack, wo einst der Botaniker und Arzt Albrecht Wilhelm Roth seltene Bäume pflanzte. Von den Veranden der Villen haben die Bewohner einen weiten und schönen Ausblick über die Weser.

### Gebäude unter Denkmalschutz
Folgende Gebäude stehen unter  Bremer Denkmalschutz
- Die Wohnhausgruppe Kapitänshäuser Vegesack, Weserstraße Nr. 22 bis Nr. 32 stehen als Ensemble unter Denkmalschutz. Sie sind im Stil des Klassizismus gebaut worden.[1]
  - Weserstraße 22: Das Haus Kapitän Lauer von um 1860; früher Haus von Kapitän Friedr. Wilh. Rickleff Lauer.
  - Weserstraße 23: Das Wohnhaus von um 1860; früher Haus von Realschullehrer Carl Vettkötter
  - Weserstraße 24: Das Haus Kapitän Diedrich Schilling von um 1840
  - Weserstraße 25: Das Wohnhaus von 1801/1850, erbaut für Kapitän Claus Ruyter; früher Haus von Dr. med. Georg Wilmanns
  - Weserstraße 26: Das Haus Kapitän Behring von um 1865 wurde für Kapitän Nicolaus Joh. Behring nach Plänen von Heinrich Müller gebaut.
  - Weserstraße 26A: Das Wohnhaus von um 1865 wurde für Kapitän Heinrich Warneke nach Plänen von Müller gebaut.
  - Weserstraße 27: Das Haus Kapitän Hollmann von um 1865
  - Weserstraße 27A: Das Haus Kapitän August Vespermann von um 1860
  - Weserstraße 28: Wohnhaus von um 1890 (?)
  - Weserstraße 29: Das Wohnhaus von um 1840
  - Weserstraße 30: Das Haus Kapitän Hinrich Hilken von um 1850
  - Weserstraße 31: Das Wohnhaus von um 1801/1850, hier wohnte bis 1920 der Lehrer und Heimatforscher Diedrich Steilen.
  - Weserstraße 32: Das Wohnhaus von um 1850 an der Ecke zur Kimmstraße. Hier stand bis zur Neuanlage der Kimmstrasse um 1840 das Haus von Albrecht Wilhelm Roth.
- Weserstraße 33: Hier residiert die Freiwillige Feuerwehr Bremen-Vegesack, ehemalige Remise und Kutscherhaus; siehe bei Villa Fritze Weserstraße 74/75.
- Weserstraße 65: Die Ulrichsvilla wurde um 1840 im Stil des Klassizismus für den Werftbesitzer Hermann Friedrich Ulrichs gebaut. Sie erinnert an die Anfänge des späteren Vulkan-Werftplatzes. Sie stellte einen in Vegesack seltenen Wohnhaustyp dar. Hier wohnte auch der erste und langjährige Direktor des Bremer Vulkans Victor Nawatzki. Dann wurde es von der Werft als Bürogebäude genutzt. Unter Einbeziehung der alten Fassade befindet sich hier heute ein modernes Appartementhaus.
- Weserstraße 69/70: Das Werkswohnhaus Weserstraße des Bremer Vulkans von 1922 wurden nach Plänen von August Abbehusen errichtet.[2]
- Weserstraße 74, 75, 75c: Villa Fritze, ab 1938 Stadthaus Vegesack, nach 1945 bis 2012 Sitz des Ortsamtes Vegesack mit Sitzungssaal und Standesamt Bremen-Nord. Die Sommerresidenz der Familie Fritze wurde 1876 nach Plänen von Heinrich Müller in der Epoche des Historismus gebaut. Die aufwendige Villa mit Aussicht auf die Weser gehörte zu den prächtigsten Anwesen vermögender Kaufleute auf dem hohen Weserufer. Zusammen mit dem noch vorhandenen Nebengebäude Weserstraße 33–33A/Kimmstraße stellt das Ensemble ein herausragendes Beispiel großbürgerlicher Wohnkultur in Vegesack da. Der Bremer Architekt Müller errichtete für die Familie Fritze eine durch französische Renaissance- und Barockeinflüsse gestaltete Villa. Zuvor stand hier ein kleineres, eingeschossiges, klassizistisches Landhaus von 1827 des Kaufmanns und Senators Carl Wilhelm August Fritze. Zum Anwesen gehörte ein Park, das Fritze von den Erben des Arztes und Botanikers Albrecht Wilhelm Roth 1834 ankaufte. Das Parkgrundstück bildete den Kern des heutigen Vegesacker Stadtgartens an der Weserpromenade. Von den Nebengebäuden besteht noch abgetrennt das 1879/80 erbaute ehemalige Teehaus mit Treppentürmchen und oktogonalem, renaissancierendem, bastionsartigem Belvedere-Pavillon (Weserstr. 75 c), und ein  Kutscher- und Remisengebäude im Schweizerhausstil (Weserstr. 33–33a). Hier hat heute nach diversen Um- und Ausbauten die Freiwillige Feuerwehr Vegesack ihren Sitz.[3]
- Weserstraße 78: Das Haus Buermeyer wurde 1927/28 für den Kaufmann Carl Buermeyer nach Plänen der von Heinrich Wilhelm Behrens und Friedrich Neumark errichtet. Buermeyer war zusammen mit Wilhelm Hockemeyer seit 1896 Gesellschafter der Firma Gebrüder Thiele (später thiele und fendel-Gruppe).[4]
- Weserstraße 78a/79: Die Villa Schröder des Kaufmanns Johann Friedrich Schröder wurde 1887 im Stil der Neorenaissance nach Plänen von Ludwig Klingenberg und Hugo Weber erbaut. Das Gebäude wurde 1911 aufgestockt und erhielt 1950 einen Anbau. Der Werftbesitzer Gert Lürssen sanierte das Haus nach 1950 nach Plänen von Dieter Hoffmann und Gert Kannengießer.
- Weserstraße 83: Wohnhaus der Bäckerei Harbers aus dem späten 18. Jahrhundert. Bäckermeister und Ortsvorsteher Berend Harbers baute das Haus, das 1819 durch Erbschaft zur Bäckerei Schnatmeyer wurde und das sich noch heute in Familienbesitz befindet.
- Weserstraße 84: Die Villa Bischoff von 1886/87 wurde als Hochzeitsgeschenk für den Gründer der Argo-Reederei Friedrich Bischoff (Reeder) von Ludwig Klingenberg und Hugo Weber in der Bauepoche des Historismus entworfen. Die Schnitzereien im Argo-Zimmer vom Vegesacker Holzbildhauers Nikolaus Bunkenborg sind bemerkenswert.
- Weserstraße 85: Die Villa Steinbrügge von um 1840 wurde vom Kaufmann Georg Hinrich Steinbrügge im Stil des Klassizismus gebaut.
  - Das Gewächshaus der Villa Steinbrügge von um 1840 wurde auf dem rückwärtigen Grundstück in den Weserhang hineingebaut.

### Weitere Gebäude
- Weserstraße 3 (nicht erhalten) war 1841 das Geburtshaus von Lüder Halenbeck,  Pädagoge, Heimatforscher und Schriftsteller.
- Weserstraße 7 ist der Sitz des dreigeschossigen Logenhauses vom Freimaurerloge Bremer Logenhaus-Verein, gegründet 1885 u. a. von Friedrich Rohr, der hier wohnte.
- Weserstraße 34: Geschäftshaus mit Sitz des Bremer Fußballverbandes
- Weserstraße 35: Geschäftshaus, in dem sich die Beratungsstelle pro familia in Bremen-Nord befindet.
- Weserstraße 65a: An die Ulrichsvilla ist eine sehr große, sechsgeschossige Wohnhausanlage angebaut worden. Dabei wurde nur die alte Fassade der Villa erhalten.
- Weserstraße 80/81: Die Villa Danziger wurde 1888 für den Kaufmann Hermann Danziger ebenso wie die Nr. 78a/79 und Nr. 84 von Ludwig Klingenberg und Hugo Weber erbaut. Sitz des Caritasverbandes der katholischen Kirche in Bremen-Nord, beherbergte das Haus 1927 bis 2007 mit dem St. Theresienhaus Bremen, eine Kinder- und Jugendhilfeeinrichtung. 2013 erfolgte der Abriss und Neubau des Appartementhauses Belle-Vue.
- Weserstraße 81: Sitz vom ADAC Weser-Ems in Bremen-Nord. An dieser Stelle befand sich bis in die Mitte der 1970er Jahre das Ausflugslokal und Hotel Norddeutscher Hof, vormals Bellevue